# Добершюц, Герлинда
Герлинда Добершюц (нем. Gerlinde Doberschütz; род. 26 октября 1964, Майнинген, Зуль), в девичестве Май (нем. Mey) — немецкая гребчиха, выступавшая за сборную ГДР по академической гребле во второй половине 1980-х годов. Чемпионка летних Олимпийских игр в Сеуле, трижды серебряная призёрка чемпионатов мира, победительница многих регат национального и международного значения.

## Биография
Герлинда Добершюц родилась 26 октября 1964 года в городе Майнинген, ГДР. Проходила подготовку в Лейпциге в местном спортивном клубе DHfK, была подопечной титулованной гребчихи Херты Вайссиг.
Впервые заявила о себе в гребле в 1982 году, одержав победу в рулевых распашных восьмёрках на юниорском мировом первенстве в Италии.
Первого серьёзного успеха на взрослом международном уровне добилась в сезоне 1985 года, когда вошла в основной состав восточногерманской национальной сборной и побывала на чемпионате мира в Хазевинкеле, откуда привезла награду серебряного достоинства, выигранную в зачёте восьмёрок — в финале их экипаж обошла только команда из СССР.
В 1986 году в той же дисциплине стала серебряной призёркой на мировом первенстве в Ноттингеме.
На чемпионате мира 1987 года в Копенгагене завоевала ещё одну серебряную медаль, на сей раз в рулевых четвёрках.
Благодаря череде удачных выступлений удостоилась права защищать честь страны на летних Олимпийских играх 1988 года в Сеуле — в составе команды, куда также вошли гребчихи Мартина Вальтер, Карола Хорниг, Бирте Зих и рулевая Сильвия Розе, заняла в женских рулевых четвёрках первое место, получив тем самым золотую олимпийскую медаль. За это выдающееся достижение по итогам сезона была награждена орденом «За заслуги перед Отечеством» в золоте.
Её муж Свен Добершюц приходится братом олимпийскому чемпиону Йенсу Добершюцу.
После завершения спортивной карьеры Герлинда Добершюц работала учителем в школе в Вазунгене.